# 長崎市立矢上小学校
長崎市立矢上小学校（ながさきしりつ やがみしょうがっこう、Nagasaki City Yagami Elementary School）は、長崎県長崎市矢上町にある公立小学校。東長崎地区の大規模校である。

## 概要
歴史
1874年（明治7年）に開校。2014年（平成26年）に創立140周年を迎えた。
校歌
3番まであり、校名は「矢上川」という言葉で1番に登場する。
校区
田中町、矢上町(1～27番、29~34番、36番、35・37・40番の各一部)
中学校区は長崎市立東長崎中学校。

## 沿革
- 1874年（明治7年）3月10日 - 矢上村に「矢上小学校」が創立。旧藩所在地の庄屋を校舎とする。
- 1878年（明治11年）3月 - 現校地の北隅に平屋校舎8間が新築。
- 1886年（明治19年）4月 - 小学校令に伴い、「矢上尋常小学校」と改称。後に「矢上高等小学校」が開校。
- 1894年（明治27年）2月 - 尋常小学校と高等小学校を統合し、「矢上尋常高等小学校」と改称。
- 1896年（明治29年）3月 - 再び「矢上尋常小学校」と「矢上高等小学校」に分離。
- 1907年（明治40年）
  - 4月1日 - 現川[3]尋常小学校と間之瀬[4]尋常小学校を矢上尋常小学校の分校とする。
  - 6月1日 - 再び尋常小学校と高等小学校を統合し、「矢上尋常高等小学校」と改称。
- 1930年（昭和5年）7月18日 - 台風により、校舎が甚大な被害を受ける。
- 1935年（昭和10年）- 青年学校令に伴い、矢上青年学校を併設。
- 1938年（昭和13年）6月22日 - 校舎改築のため、5・6年を田之浦公会堂、3・4年の一部を青年学校校舎に、1・2年を2部授業とする。
- 1941年（昭和16年）4月1日 - 国民学校令に伴い、「矢上村立矢上国民学校」と改称。
- 1947年（昭和22年）
  - 4月1日 - 学制改革に伴い、「矢上村立矢上小学校」と改称。
  - 7月19日 - 保護者会を創立。
- 1948年（昭和23年）
  - 5月5日 - 学校給食（ミルク給食）を開始。
  - 5月19日 - 間之瀬分校を改造し、2学級制とする。職員室を新築。
  - 9月21日 - 保護者会を発展的に解消し、PTAを結成。
- 1954年（昭和29年）12月12日 - 創立80周年記念式典を挙行。
- 1955年（昭和30年）2月11日 - 11町村合併により、「東長崎町立矢上小学校」と改称。
- 1963年（昭和38年）
  - 2月21日 - 運動場を新設。
  - 4月20日 - 長崎市への編入により、「長崎市立矢上小学校」（現校名）と校名変更。
- 1970年（昭和45年）
  - 3月31日 - 間之瀬分校を廃止。
  - 4月23日 - 完全給食を開始。
- 1972年（昭和47年）4月5日 - 特殊学級（現 特別支援教室）を開設。
- 1973年（昭和48年）10月5日 - 体育館が完成。
- 1974年（昭和49年）
  - 3月10日 - 創立100周年記念式典・記念祭を挙行。　
  - 7月31日 - プールが完成。　
  - 11月4日 - 創立100周年記念碑を建立。
- 1977年（昭和52年）8月28日 - 新校舎が完成。その後校舎を増築。
- 1982年（昭和57年）
  - 3月7日 - 校舎完成記念式典を挙行。「学びの鐘」が完成。
  - 3月9日 - 米飯給食を開始。
  - 7月23日 - 長崎大水害で体育館が住民避難所となる。約400名が避難。
- 1987年（昭和62年）4月1日 - 東長崎地区の児童数増加により、長崎市立橘小学校が新設され、新2年から新6年までの276名が橘小学校へ転出。
- 1989年（平成元年）3月31日 - 現川分校校舎を新築。
- 1999年（平成11年）3月6日 - 創立125周年記念式典・記念祭を挙行。
- 2000年（平成12年）3月25日 - 新校舎（4教室）が完成。
- 2003年（平成15年）10月9日 - 創立130周年記念航空写真撮影を実施。
- 2008年（平成20年）4月1日 - 矢上小学校校区の児童数増加により、長崎市立高城台小学校が新設され、現川分校を高城台小学校へ移管。

## 学校行事
- 運動会は毎年5月に行われている。

## アクセス
最寄りのバス停
- 長崎県営バス「番所橋」バス停から徒歩約5分。

最寄りの国道・県道
- 国道34号沿い - 学校のそばを長崎街道が通っている。

## 周辺
- 八郎川
- 中尾川
- 中尾ダム
- 橘湾
- 長崎市立東長崎中学校
- 長崎自動車学校
- JA長崎西彼東長崎支店
- 矢上八幡神社

## 出身者
- 坂井大将 - プロサッカー選手

## 関連事項
- 長崎県小学校一覧